# Google TV
Google TV是Google推出的一个在线隨選視訊服務，用戶可以通過该服务购买和租赁电影和电视节目。用戶可以通過Google Play网站和Android和iOS裝置上的Google TV行動應用程式使用該服務。
2011年5月，Google發佈Google Movies，并于2012年3月將其併入Google Play，名稱也變更為Google Play Movies & TV。2020年9月，Google Play Movies & TV更名為Google TV。

## 服務
Google TV 提供可供購買或租賃的電影和電視節目，視供應情況而定。 Google 聲明Google Play 上的大多數電影和電視節目皆為HD畫質，解析度為 1,280×720 像素（720p）或 1,920×1,080 像素（1080p）。Google 於 2016 年 12 月為精選影片添加了4K Ultra HD選項， 並於 2017 年 7 月開始在美國和加拿大提供 4K HDR畫質的內容。 用戶可以預購選擇內容使其在發佈時自動歸還。租用的內容有一個到期時間，列在內容的詳細訊息頁面上。

## 平台
在電腦上，可以在Google Play網站的專用電影和電視部分或通過 Google Play 電影和電視Google Chrome 網路瀏覽器擴充功能觀看內容。然而，HD或 4K 播放在 PC 上不可用。除非在 Mac 上使用 Safari，否則解析度將被限制為 SD (480p)。 
在執行Android或iOS行動作業系統的智慧型手機和平板電腦上，可以在 Google TV行動應用程式上觀看內容。
在Chromebook上通過 Chrome 擴充功能支援離線下載和查看，在 Android 和 iOS 上通過行動應用程式支援離線下載和查看。執行Microsoft Windows和macOS作業系統的電腦無法下載內容。
為了在電視上觀看內容，用戶可以使用LG集团、三星集团及Roku的智慧電視的 Google Play Movies & TV 應用程式。
2020年9月，Google推出新版Google TV服务。
2021年4月，Google 開始棄用Roku、LG集团、三星集团和 Vizio 智慧電視上的 Google Play Movies 應用程式，將這些平台上的用戶重定向到 YouTube 應用程式。Google Play Movies於 7 月 15 日關閉。

## 可用地區

Google Play 上電影的地理可用性

Google Play 上電視節目的地理可用性

Google Play 上的電影可在超過 111 個國家/地區使用。
完整的國家名單包括：阿爾巴尼亞、安哥拉、安提瓜和巴布達、阿根廷、亞美尼亞、阿魯巴、澳大利亞、奧地利、阿塞拜疆、巴林、白俄羅斯、比利時、伯利茲、貝寧、玻利維亞、波斯尼亞和黑塞哥維那、博茨瓦納、巴西、布基納法索、柬埔寨、加拿大、佛得角、智利、哥倫比亞、哥斯達黎加、克羅地亞、塞浦路斯、捷克共和國、丹麥、多米尼加共和國、厄瓜多爾、埃及、薩爾瓦多、愛沙尼亞、芬蘭、斐濟、法國、加蓬、德國、希臘、危地馬拉、海地、洪都拉斯、香港、匈牙利、冰島、印度、印度尼西亞、愛爾蘭、意大利、科特迪瓦、牙買加、日本、約旦、哈薩克斯坦、吉爾吉斯斯坦、科威特、老撾人民民主共和國、拉脫維亞、黎巴嫩、立陶宛、盧森堡、馬其頓、馬來西亞、馬里、馬耳他、毛里求斯、墨西哥、摩爾多瓦、納米比亞、荷蘭、尼泊爾、新西蘭、尼加拉瓜、尼日爾、挪威、阿曼、巴拿馬、巴布亞新幾內亞、巴拉圭、秘魯、菲律賓、波蘭、葡萄牙、卡塔爾、盧旺達、俄羅斯、沙特阿拉伯、塞內加爾、塞爾維亞、新加坡、斯洛伐克、斯洛文尼亞、南非、韓國、西班牙、斯里蘭卡、瑞典、瑞士、台灣、塔吉克斯坦、坦桑尼亞、泰國、多哥、特立尼達和多巴哥、土耳其、土庫曼斯坦、烏干達、烏克蘭、阿拉伯聯合酋長國、英國、美國、烏拉圭、烏茲別克斯坦、委內瑞拉、越南、贊比亞和津巴布韋。
Google Play 上的電視節目僅適用於：澳大利亞、奧地利、加拿大、法國、德國、日本、瑞士、英國和美國。

### 推出的歷史
該服務於2011年5月作為Google Movies推出，並於2012年3月更名為Google Play。 2012年9月在韓國推出，電影在澳大利亞進一步推出，加拿大、英國、法國和西班牙，2012年10月；2012年12月在巴西和俄羅斯推出；2013年3月在印度和墨西哥推出； 2013年7月英國電視節目；和2013年11月在意大利推出。 2013年12月在13個新國家/地區和2014年3月在38個新國家/地區對推出。隨後於 2014年5月在比利時、菲律賓、瑞士和烏干達推出；2014年7月愛爾蘭推出； 2014年9月奧地利推出； 2014年11月波黑、塞浦路斯、匈牙利、冰島、馬其頓、馬耳他、斯洛文尼亞、台灣、烏克蘭推出；2015年7月在印度尼西亞、馬來西亞和新加坡推出； 2016年3月土耳其推出；以及2016年11月在巴林、埃及、約旦、科威特、黎巴嫩、阿曼、卡塔爾、沙特阿拉伯、阿拉伯聯合酋長國和越南推出。

## 外部鏈接
- 官方网站